# Blohm & Voss BV 238
El Blohm & Voss 238 V1 fue un hidrocanoa monoplano  usado por la Luftwaffe, siendo el mayor hidroavión militar que se construyó y voló durante la Segunda Guerra Mundial, solo superado levemente en envergadura por el Martin JRM Mars y más tarde, en 1947,  por el gigantesco Hughes H-4 Hercules, ambos de fabricación estadounidense.

## Historia
El BV 238 V1 fue diseñado en 1939 por los técnicos de la compañía Blohm & Voss para la aerolínea Lufthansa como un hidrocanoa de transporte de pasajeros transatlántico.
En 1941, el Ministerio del Aire del Reich (RLM) encargó a Blohm und Voss que presentara un diseño de avión de grandes dimensiones que estuviera equipado con motores Junkers Jumo de 2.500 cv; los planos que ya estaban hechos fueron adaptados y presentados en menos de un mes, sin embargo, Junkers no pudo suministrar estos motores, por lo que los técnicos tuvieron que rediseñar los planos para equiparlo con motores Daimler Benz de 1900 cv.
Para realizar los estudios hidrodinámicos, Blohm & Voss encargó un modelo de investigación reducido en un 25% con 6 motores de 21 hp, a una firma checa subsidiaria, la Prag Flugtechnische Fertigungsgemeinschaft quien realizó el modelo FGP 227.  Como la fábrica checa estaba llena de saboteadores, la fabricación del modelo tuvo múltiples retrasos y solo estuvo listo en enero de 1944, paralelamente se construía el armazón de BV 238 V1, el V2 (iniciado) y hasta se habían acopiado los materiales para el tercer prototipo V3.
El primer y único prototipo voló en marzo de 1944 sobre el Lago Schaal mostrando un excelente desempeño y un gran potencial como transporte de tropas y pertrechos.
En su momento fue un avión de colosales dimensiones, estaba propulsado por seis motores Daimler-Benz DB 603 G que le proporcionaban una potencia conjunta de 11.400 hp. Contaba con flotadores estabilizadores retráctiles de una pieza dentro de las alas cuando estaba en vuelo para aumentar la velocidad de crucero y se destacaba por su proa achatada.
Blohm & Voss ya había fabricado el Blohm & Voss BV 222 de silueta algo semejante pero de dimensiones menores con relativo éxito y escaso número cuando se propuso fabricar dos prototipos del BV 238, siendo completado solo el V1, las versiones V2 y V3 iban a ser unidades fuertemente armadas y los técnicos esperaban los resultados del V1 para seguir con el resto de los prototipos.
El BV 238 poseía un peso máximo al despegue de 100 t, un alcance de 7.800 km (superior en 600 km al Kawanishi H8K) y una respetable velocidad máxima de 425 km/h si se considera su colosal tamaño.
Estaba tripulado por 12 hombres y podía alcanzar un techo de 6.000 m. De una envergadura de 60,1 m fue uno de los hidroaviones más grandes construidos solo siendo superado por los hidroaviones estadounidenses, Martin JRM Mars (en la envergadura pero no en longitud) y en todas las dimensiones por el Spruce Goose del excéntrico aviador estadounidense Howard Hughes en 1947 con sus 97,5 m de envergadura.
En junio de 1944 fue sorprendido por una escuadrilla de aviones estadounidenses P-51 Mustang cuando estaba amarrado a orillas del Lago Schaal, siendo destruido. El piloto estadounidense Urban Drew pensó que había destruido un BV 222 Wiking, pero uno de los atacantes tomó fotos que aclararon el tipo del avión más tarde. 
El teniente Urban Drew tuvo en su haber la destrucción del avión del Eje más grande jamás construido hasta entonces. Los alemanes renunciaron a proseguir con el segundo el prototipo V2 (80% de avance) y V3 (60% de avance) por falta de recursos.

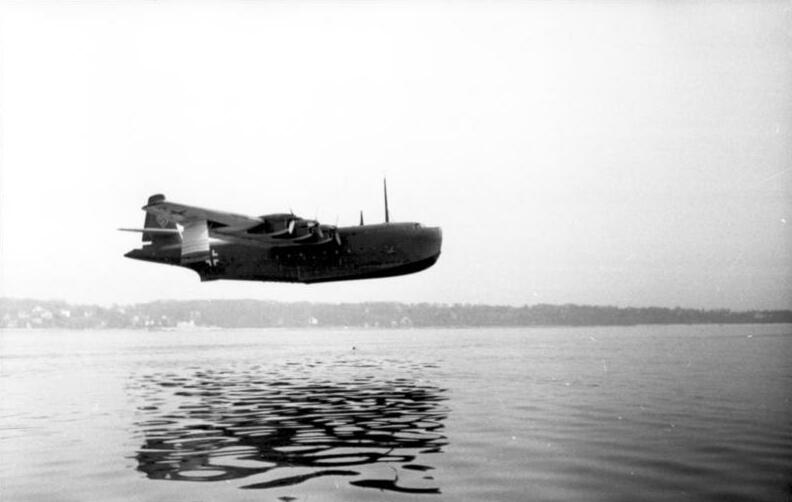
Despegue del BV 238 (junio de 1944)

## Especificaciones

### Características generales
- Tripulación: 12
- Longitud: 43,5 m
- Envergadura: 60,17 m
- Altura: 13,13 m
- Peso vacío: 50.800 kg
- Peso cargado: 80.000 kg
- Peso máximo al despegue: 100.000 kg
- Planta motriz: 6× Daimler-Benz DB 603G, V12 invertido .
  - Potencia: 1.417 kW 1900 HP cada uno.
- Hélices: 1× hélice tripala por motor.

### Rendimiento
- Velocidad máxima operativa (Vno): 425 km/h (264 MPH; 229 kt)
- Alcance: 7.800 km
- Techo de vuelo: 6.300 m